# Любомудров Володимир Павлович
Любомудров Володимир Павлович (12 листопада 1939 — 27 березня 2020) — радянський і російський каскадер, кінорежисер та сценарист.

## Життєпис
Народився 1939 року в Солнечногорську Московської області. У 1965—1969 рор. навчався на факультеті журналістики МДУ.
Закінчив Вищі режисерські та сценарні курси (1971).
Був каскадером, керував групою каскадерів, будучи постановником трюкових кінних сцен (зокрема, у фільмах «Війна і мир» Сергія Бондарчука і «Андрій Рубльов» Андрія Тарковського), потім став сценаристом і кінорежисером.
Співавтор сценарію українського фільму «Вклонись до землі» (1985, реж. Леонід Осика).
Знявся в декількох епізодичних ролях («Сибіріада» (1978), «Заповіт» (1985) та ін.).

## Фільмографія
Режисер-постановник:
- «Шукай вітру...» (1978, автор сценар.)
- «Перша кінна» (1984, співавт. сценар.)
- «Білі ворони» (1988)
- «Готель „Едем“» (1991, співавт. сценар.)
- «Спадкоємець» (2002, співавт. сценар.) та ін.